# Pierre couverte du Moulin de Piau
Der Pierre Couverte du Moulin de Piau oder Dolmen de la Motte liegt im Wald östlich von Chemellier bei Angers im Département Maine-et-Loire in Frankreich. Dolmen ist in Frankreich der Oberbegriff für neolithische Megalithanlagen aller Art (siehe: Französische Nomenklatur).

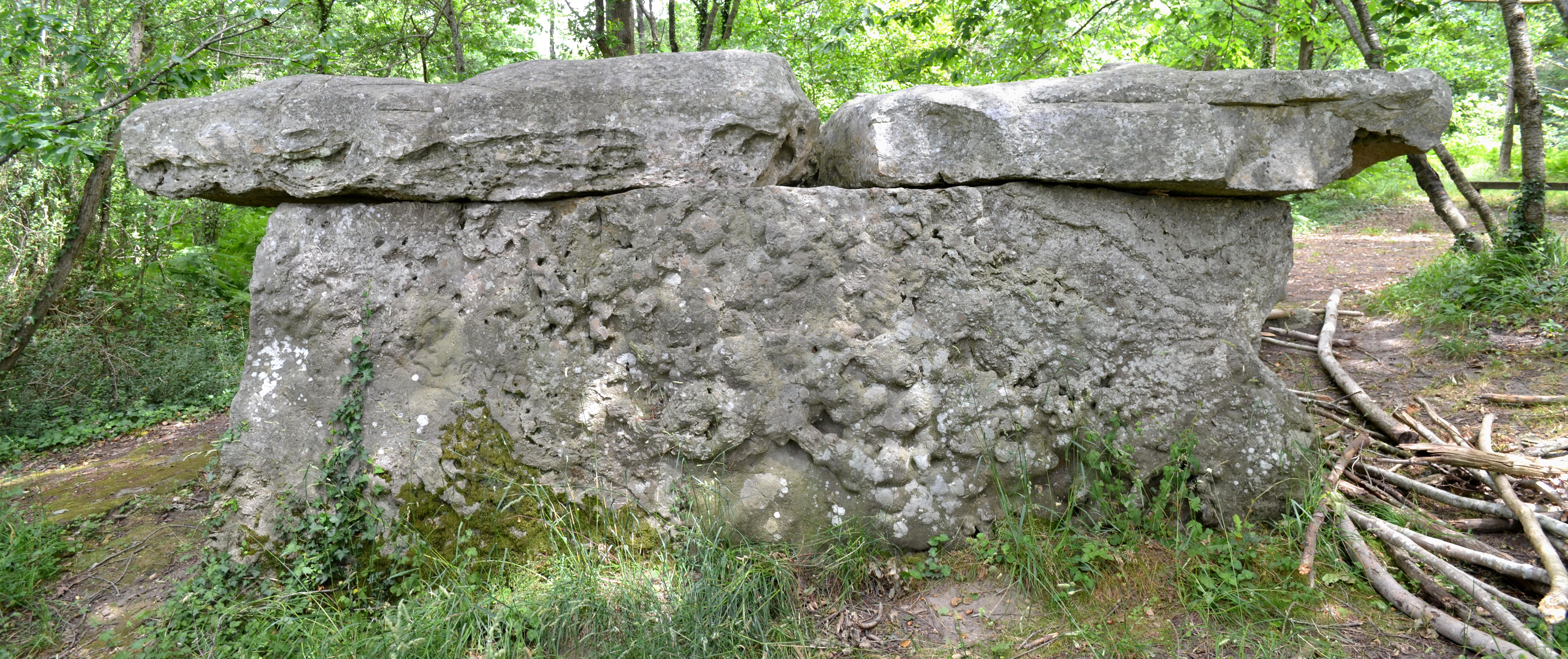
Pierre couverte du Moulin de Piau

## Beschreibung
Der Dolmen an der Mühle von Piau besteht aus zwei bis zu 4,2 m langen und etwa 2,0 m hohen Seitensteinen und den beiden Teilen eines zerbrochenen Decksteins. Es ist ein typischer rechteckiger „Dolmen angevin“ mit einer Kammer von etwa 4,0 × 3,0 m. Der Zugang befindet sich im Osten, ist jedoch oberirdisch größtenteils nicht mehr vorhanden. Der hintere Stein ist umgefallen, so dass der in zwei Teile zerbrochene Deckstein nur auf den Seitenplatten ruht. Wie anderen Megalithanlagen soll er mit einem Hügel aus Erde oder Steinen bedeckt gewesen sein.
Der Dolmen war wahrscheinlich das Grab einer wichtigen Person, da darin elf geschliffene Äxte gefunden wurden, darunter eine aus Feuerstein.

Pierre couverte du Moulin de Piau
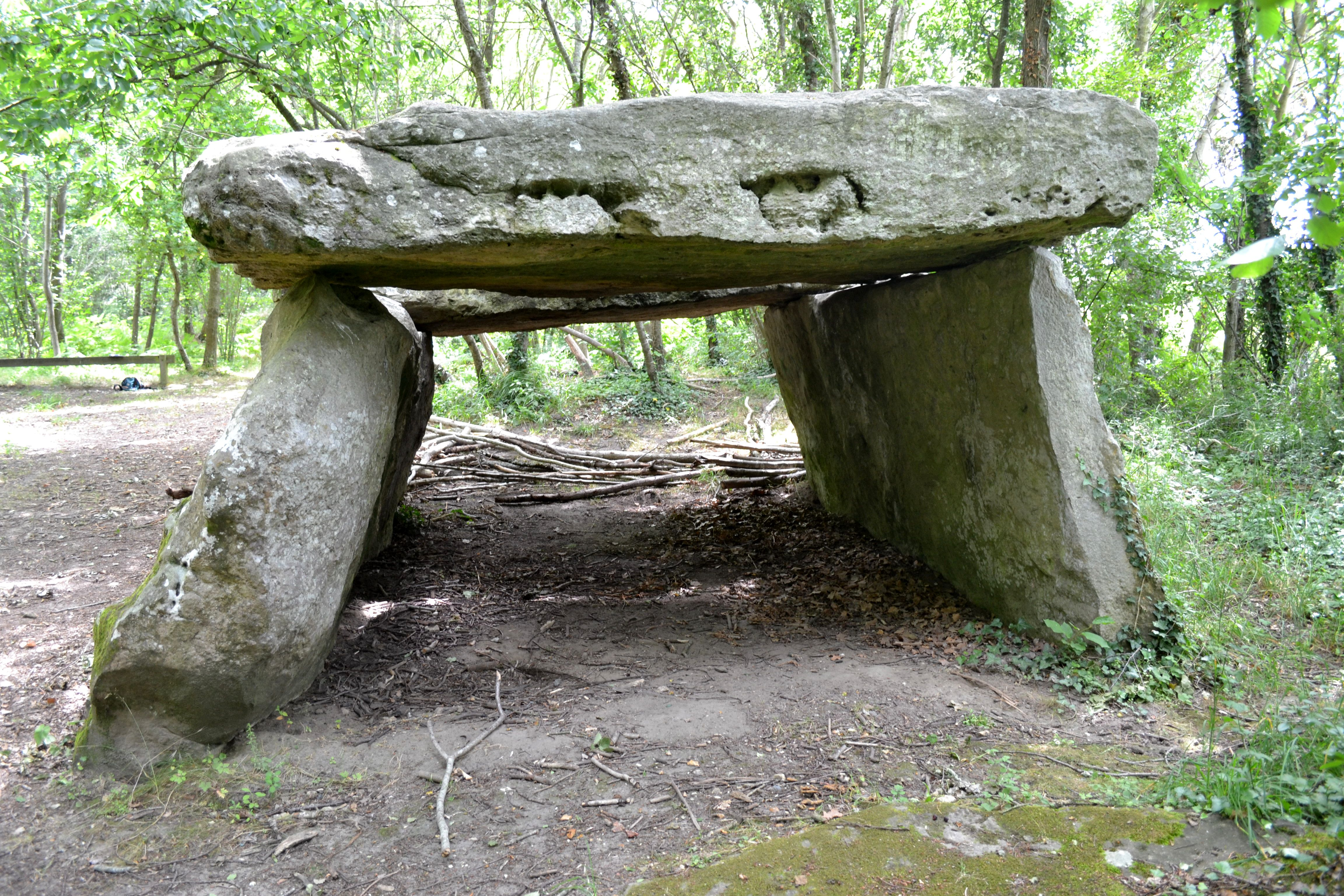
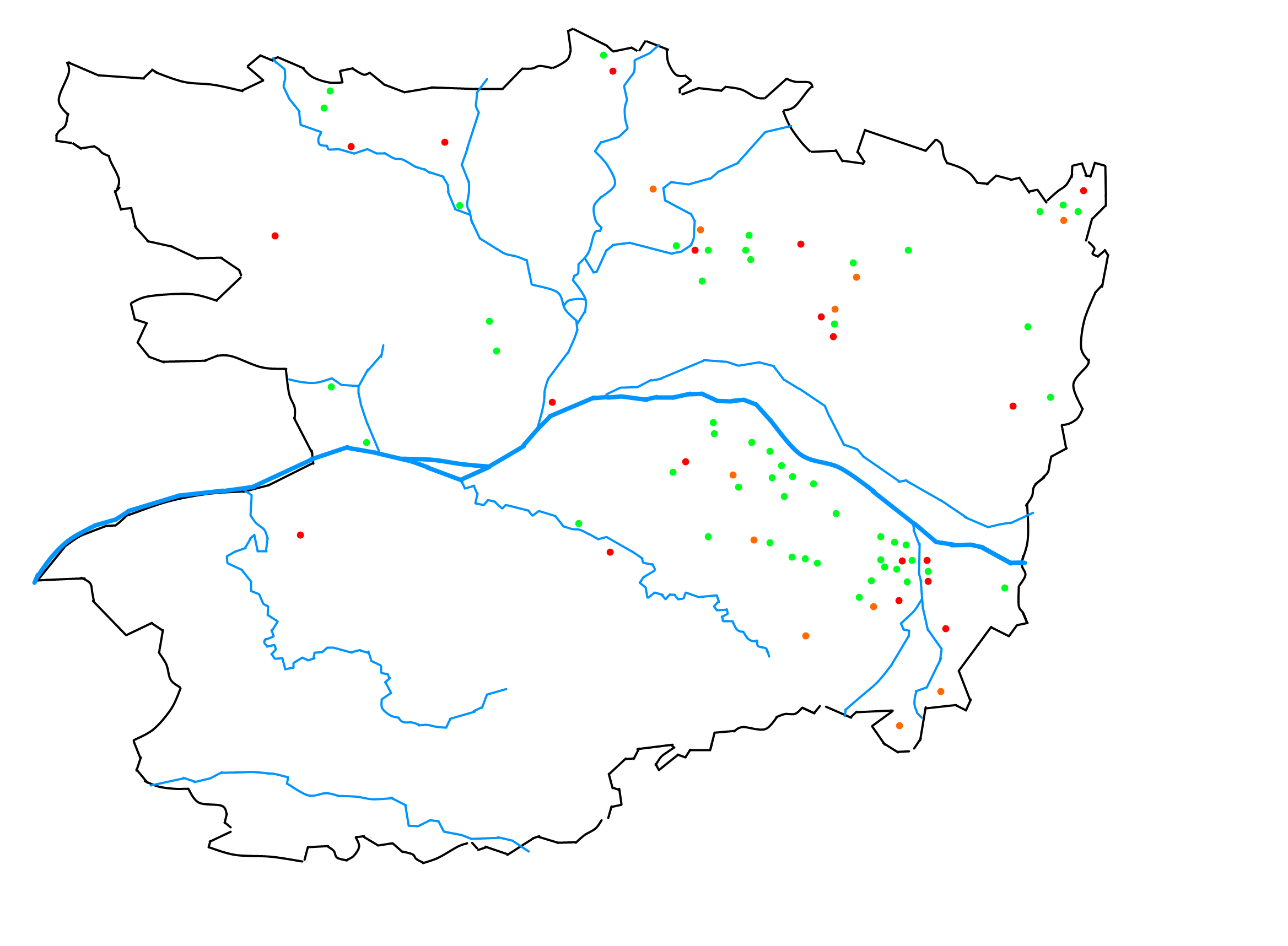
Verbreitung der Dolmen in Maine-et-Loire – grün sind erhaltene Anlagen
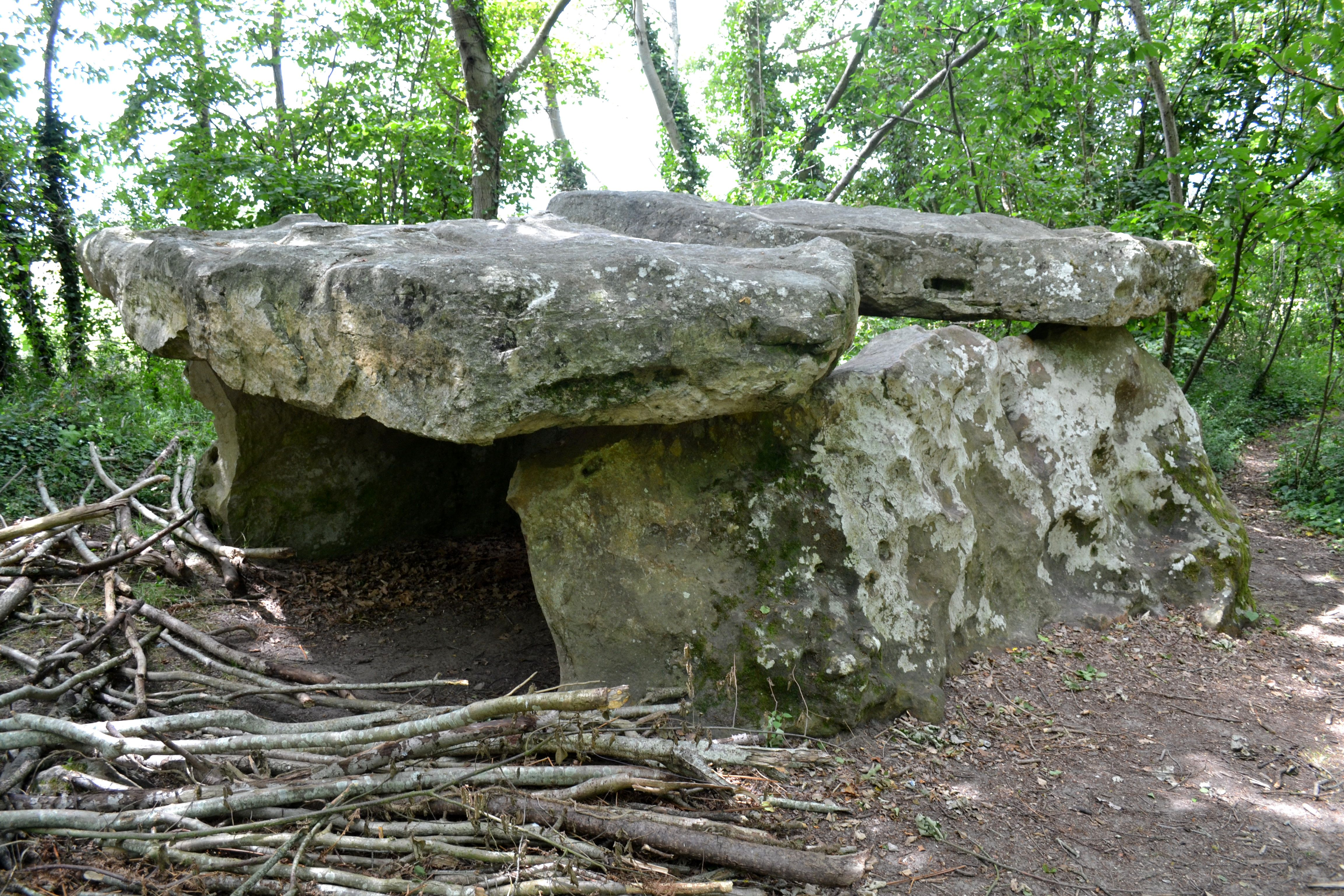
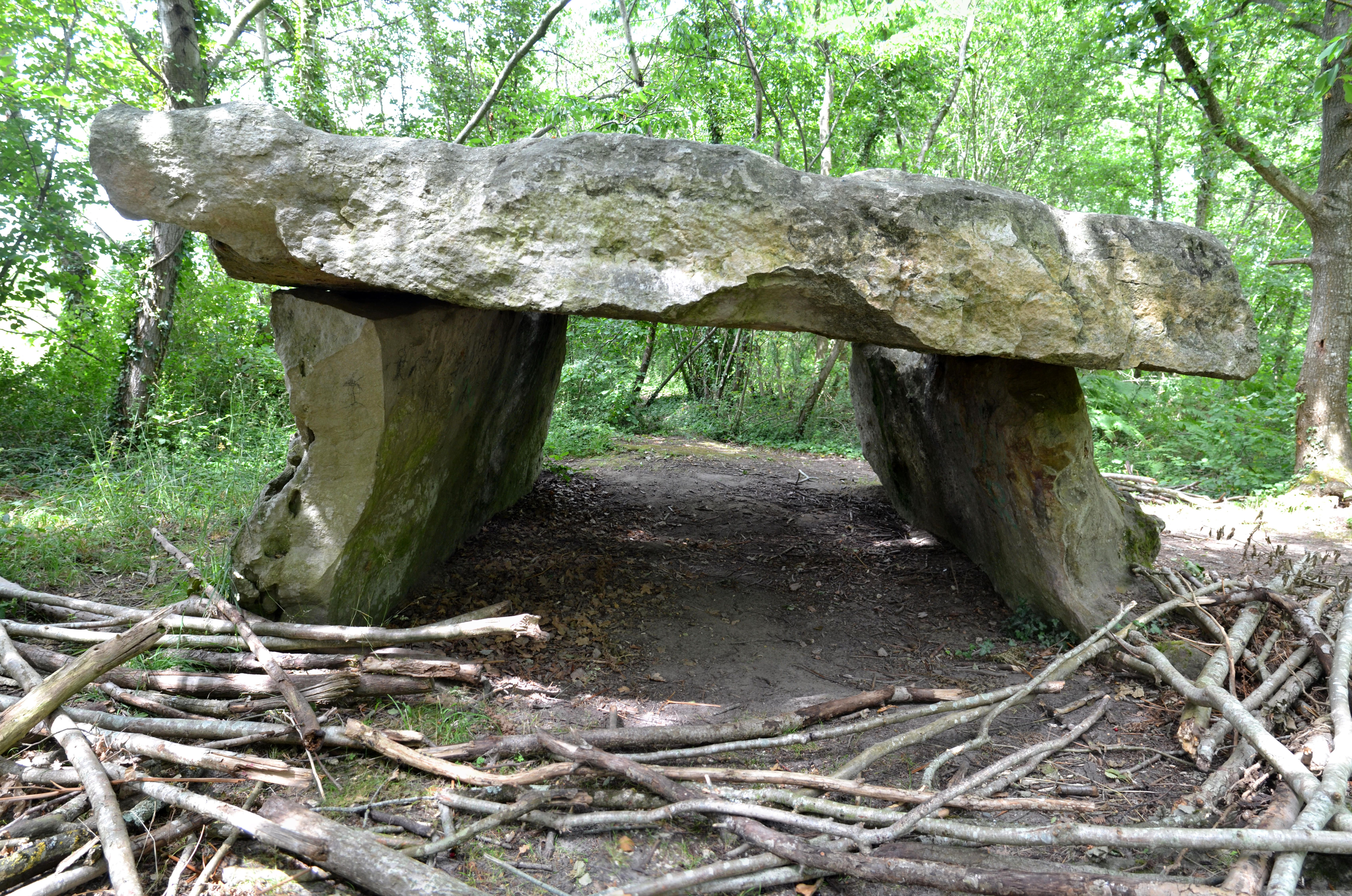

In der Nähe liegen der stark gestörte Pierre couverte de la Pauvrière, der Dolmen von Caillère und zwei Gräberfelder, eines mit verbrannten Knochen, das andere mit Gruben in Körperform.